# Quintus Tullius Cicero
Quintus Tullius Cicero (Arpinum, Kr. e. 102 – Tusculum, Kr. e. 43) római politikus, katonatiszt, költő, író, Marcus Tullius Cicero, a nagy szónok öccse volt.

## Élete
Fivéréhez hasonló neveltetésben részesült, Kr. e. 79-ben együtt tanultak Athénban. Karrierjét meglehetősen jól ismerjük, felemelkedése bizonyára összefüggésben volt bátyja előmenetelével. Marcus Kr. e. 66-ban volt praetor, és az ebben az évben tartott választások eredményeképpen Quintus Kr. e. 65-ben aedilis lehetett; hasonló történt Marcus Kr. e. 63-as consuli évében, amikor öccse praetori rangot nyert 62-re.
61-58 között Asia proconsuli rangú helytartója volt, megbízatását kétszer is meghosszabbították akarata ellenére. Helytartóként alapvetően igazságosan járt el és nem követett el túlzott visszaéléseket, sőt az adóbérlők túlkapásai elleni fellépésével elérte, hogy azok panaszt tegyenek ellene. Hazatérésekor fivére éppen száműzetésben volt Clodius mesterkedései következtében, és félő volt, hogy Quintus ellen is per indul vélt visszaélései miatt. Nagy erőt fektetett abba, hogy a senatus vezető személyiségeit meggyőzze bátyja visszahívásáról. Kr. e. 58-ban így Pompeius legatusa lehetett Szardínia szigetén. A politikai harc során Kr. e. 57. november 3-án Clodius erre mind fivére újjáépítés alatt álló, mind az ő szomszédos házát felgyújtatta.
54-52 között barátja, Julius Caesar mellett tevékenykedett legatusként Galliában és Britanniában, ahonnan élménybeszámolókat küldött bátyjának. 51-50 közt testvérével és gyermekeikkel Kilikiában tartózkodtak, ahol bátyja proconsuli rangban helytartóskodott. a Kr. e. 49-ben kitörő polgárháborúban először Pompeius mellett foglaltak állást, aztán a Kr. e. 48-as pharszaloszi vereség után összevesztek. Quintus görög földön maradt, ahonnan támogatói elérték számára, hogy kegyelmet kapjon.
Fiával és fivérével együtt a Kr. e. 43-as proscripciók áldozatául esett: fivérével ellentétben visszatért a tusculumi villába, ahol rabszolgái elárulták és kivégezték őket.
Felesége, Pomponia a gazdag római lovag és tudós Titus Pomponius Atticus nővére volt, ám házasságuk nem alakult harmonikusan: Atticus és a szónok Cicero közvetítése ellenére Kr. e. 44-ben végleg elváltak. Fiuk, Quintus eredetileg Caesar mellett foglalt állást a polgárháborúban, majd a második triumvirátust is támogatta. Nézeteit végül megváltoztatta, ezért szintén a proscriptio áldozatául esett.

## Művei
Jelentős munkája a Commentariolum petitionis c. levele, amelyet a bátyjának írt, és 64 nyarán készült. Ez elsősorban a késő köztársaságkor belviszonyaiba enged bepillantást a kutatók számára. Más művei még töredékekben sem maradtak ránk.

## Magyarul
- Quintus Cicero levele bátyjához Marcus T. Cicerohoz a consulválasztásról; ford. Fejér Lajos; Borbély Ny., Mezőtúr, 1915
- Hogyan nyerjük meg a választásokat? A hivatalra pályázók kézikönyve; ford., jegyz., előszó, utószó Nótári Tamás, szerk., tan. Németh György; Lectum, Szeged, 2006
- Hogyan nyerjük meg a választásokat? A hivatalra pályázók kis kézikönyve; ford., jegyz., előszó, utószó Nótári Tamás, szerk., tan. Németh György; Lectum, Szeged, 2014

## További irodalom
- Quintus Tullius Cicero: A hivatalra pályázók kézikönyve. Szeged, Lectum, 2006. ISBN 963-9640-03-4
- Beszédek, levelek és Scipio' álma. Buda, 1837
- A legfőbb jóról és rosszról. Budapest, 1901
- Cicero Brutusa : (latinul és magyarul). Budapest, 1903